# Николас Вергало
Николас Вергало (шп. Nicolás Vergallo; 20. август 1983) професионални је рагбиста и аргентински репрезентативац, који тренутно игра за француског друголигаша Олимпик Лион. Висок је 168 цм, тежак је 81 кг и игра на позицији демија. У каријери је пре Лиона играо за Дакс (47 утакмица, 10 поена), Тулуз (24 утакмица, 8 поена), Садерн кингс (14 утакмица, 5 поена) и Истерн Провинс Кингс (5 утакмица, 5 поена). За репрезентацију Аргентине је дебитовао 3. децембра 2005. против Самое. Бранио је боје Аргентине у купу четири нација и на светском првенству. За репрезентацију Аргентине је до сада одиграо 33 тест мечева.